# Biserica de lemn din Drăgușeni
Biserica de lemn „Adormirea Maicii Domnului și Sfântul Spiridon” din Drăgușeni este un lăcaș de cult ortodox construit în anul 1780 în satul Drăgușeni din comuna omonimă aflată în județul Suceava. Edificiul religios se află localizat în cimitirul satului, în apropiere de drumul european E85 și are două hramuri: Adormirea Maicii Domnului, sărbătorit la data de 15 august, și Sfântul Spiridon, sărbătorit la data de 12 decembrie.
Biserica de lemn din Drăgușeni a fost inclusă pe Lista monumentelor istorice din județul Suceava din anul 2015 la numărul 250, având codul de clasificare  SV-II-m-B-05532.

## Istoricul bisericii
Satul Drăgușeni este atestat documentar încă de la mijlocul secolului al XV-lea, el luându-și probabil numele după întâiul stăpân pe nume Drăgușanu. În timp, el a trecut în posesia mai multor proprietari. Pe teritoriul acestui sat a existat până la începutul secolului al XX-lea o pădure de stejar.
Biserica de lemn a fost înălțată în anul 1780 „pe loc” din bârne de stejar de către biv-vel paharnicul Iordache Lazu, ginerele banului Constantin Bașotă. Pe grinda peretelui despărțitor dintre naos și pronaos se află o pisanie cu caractere chirilice, având următorul text: „Eu Io(r)dachi Lazu biv. vel. pah(arnic) fiul sto(lnicului) Costachi și a Catrinii ci-amu ținutu pe reposatu Marie fata banului Constandinu Bașotă și a Saftii amu făcutu și al doile biserică aceasta în moșia me(a) Drăgușeni hramu sfinților Adormire(a) pre(a) Curatii și a erarhului Spiridonu. Acești nume toate să să pomenească oricine va stăpîni Drăgășenii căci lasu blăstăm de nu s-ar pomeni în biserică iar calfă am fostu”. Anul 1780 este considerat în alte lucrări ca an al refacerii bisericii.

## Arhitectura bisericii
Biserica de lemn din Drăgușeni este construită din bârne de stejar, cioplite în muchii, îmbinate în sistemul „cheotoare cu dublu zăvor”. Ea are un soclu de piatră de carieră, pe care se sprijină două tălpi masive de stejar. Edificiul este înconjurat pe exterior de un brâu de lemn în formă de torsadă. Acoperișul este din draniță, bătută în „solzi”, cu o ușoară rupere în pantă, racordându-se cu învelitoarea pridvorului. Cosoroaba se sprijină pe console largi, cu tăieturi.
Monumentul are plan dreptunghiular, de tip navă, cu absida altarului pentagonală decroșată, contraabsidă de aceeași formă și pridvor închis pe latura de sud-vest. Deasupra pridvorului se află un turn clopotniță. Vechimea construcției este demonstrată de ancadramentul ușii de la intrare (pe care se află pisania).
În interior, biserica este împărțită în patru încăperi: pridvor, pronaos, naos și altar. Intrarea în biserică se face pe o ușă din lemn de stejar aflată pe latura sudică a bisericii. Pridvorul are o formă pătrată, având deasupra sa turnul clopotniță. În pereții de est și de vest ai pridvorului se află două ferestre. Între pridvor și pronaos este un perete despărțitor pe unde se intra în biserică înainte de construirea pridvorului. Ancadramentul este decorat cu motive animaliere și vegetale, dispuse simetric pe bârnele verticale încastrate în talpă.
Pronaosul are în partea vestică o formă poligonală cu trei laturi, cu o fereastră în ax (0.30x0.75 metri). El are deasupra sa o boltă semicilindrică. Peretele despărțitor dintre pronaos și naos este format dintr-un sistem de stâlpi masivi, profilați, ce sprijină un antablament trilobat cu triplu contur; golurile dintre stâlpi sunt marcate de câte o cruce cu brațele egale și cu contur remarcat, adâncit. Pe antablament se află pisania. Naosul are o formă dreptunghiulară, cu două ferestre mai mari (0.5x1.25 metri). Deasupra naosului se află o calotă sferică, sprijinită pe un contur octogonal și retrasă în partea de vest.
Altarul are o absidă de formă pentagonală, iar în decroșurile de nord și de sud se află proscomidiarul și diaconiconul. El este decroșat cu 0.50 metri față de pereții longitudinali. Fereastra din axul absidei altarului are dimensiunile de 0.45x1.00 metri și se află într-un ancadrament dreptunghiular, îngropat și fixat prin cuie de lemn. În peretele proscomidiarului s-a decupat o ferestruică în formă de „X” (0.20x0.33 metri). Altarul are o boltă de forma unei calote sferice sprijinite pe un contur octogonal, bârnele bolții fiind îmbinate în „cheotori”.

## Imagini

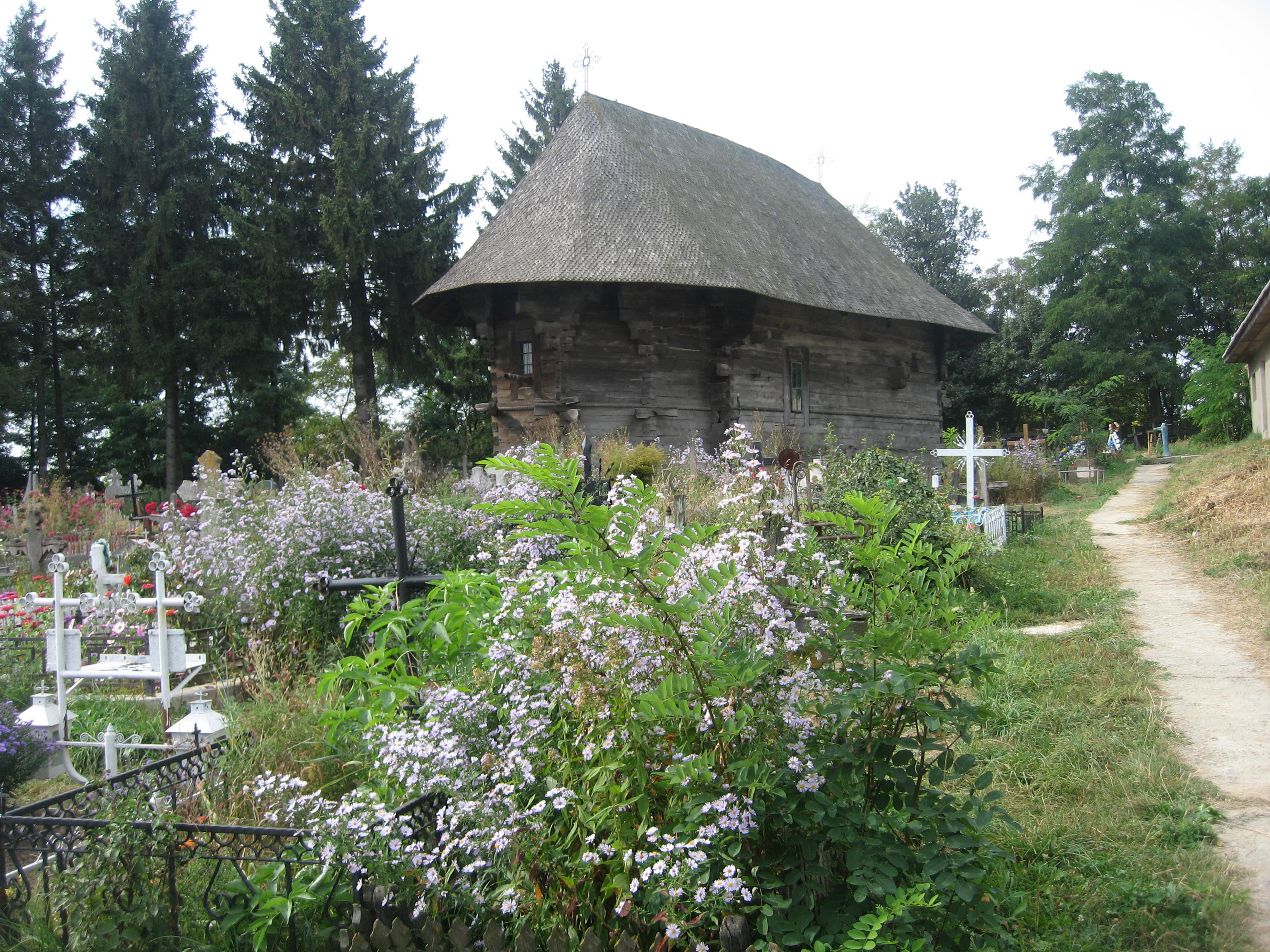
Biserica pe latura nord-estică
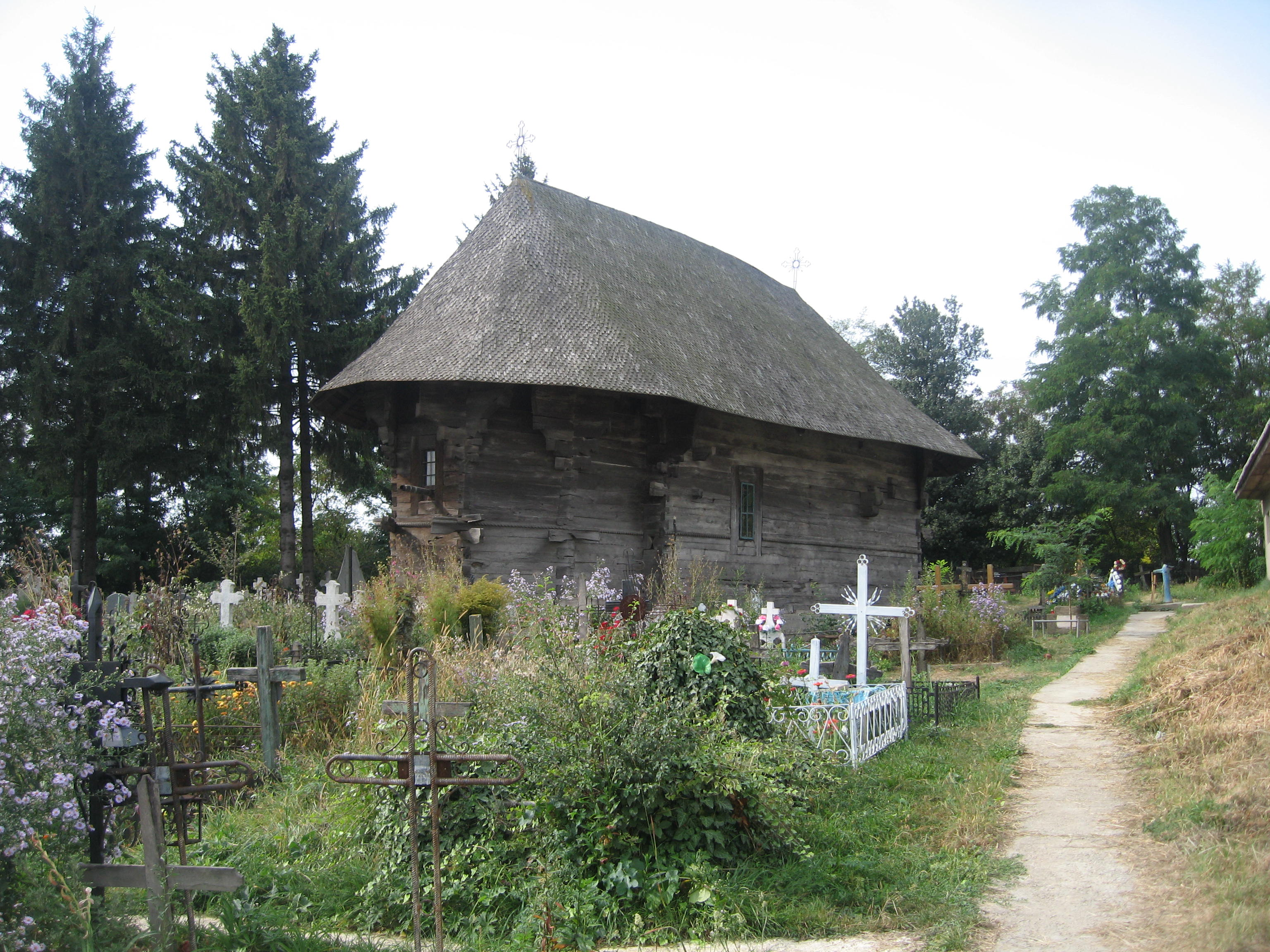
Biserica pe latura nord-estică
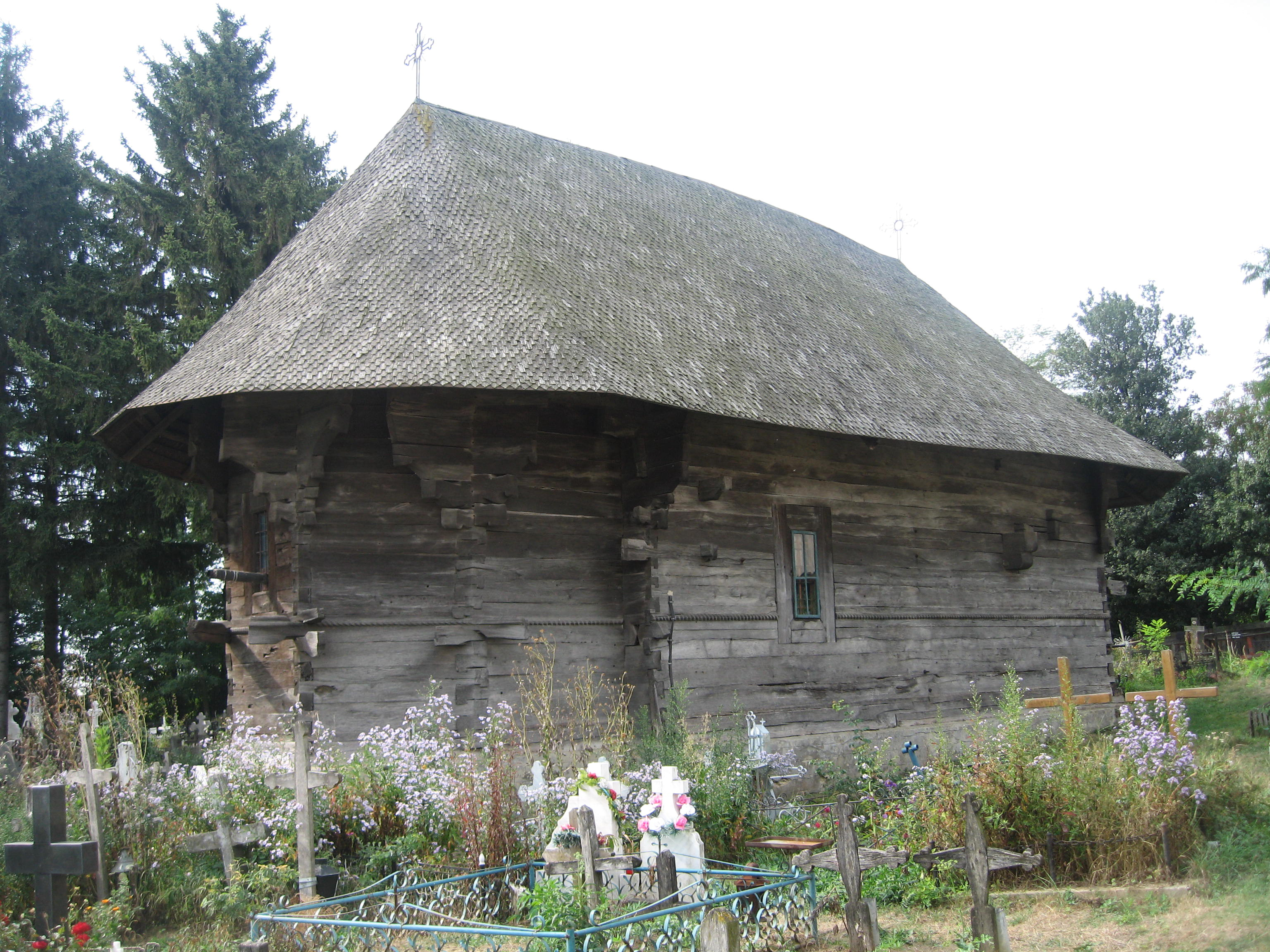
Biserica pe latura nord-estică
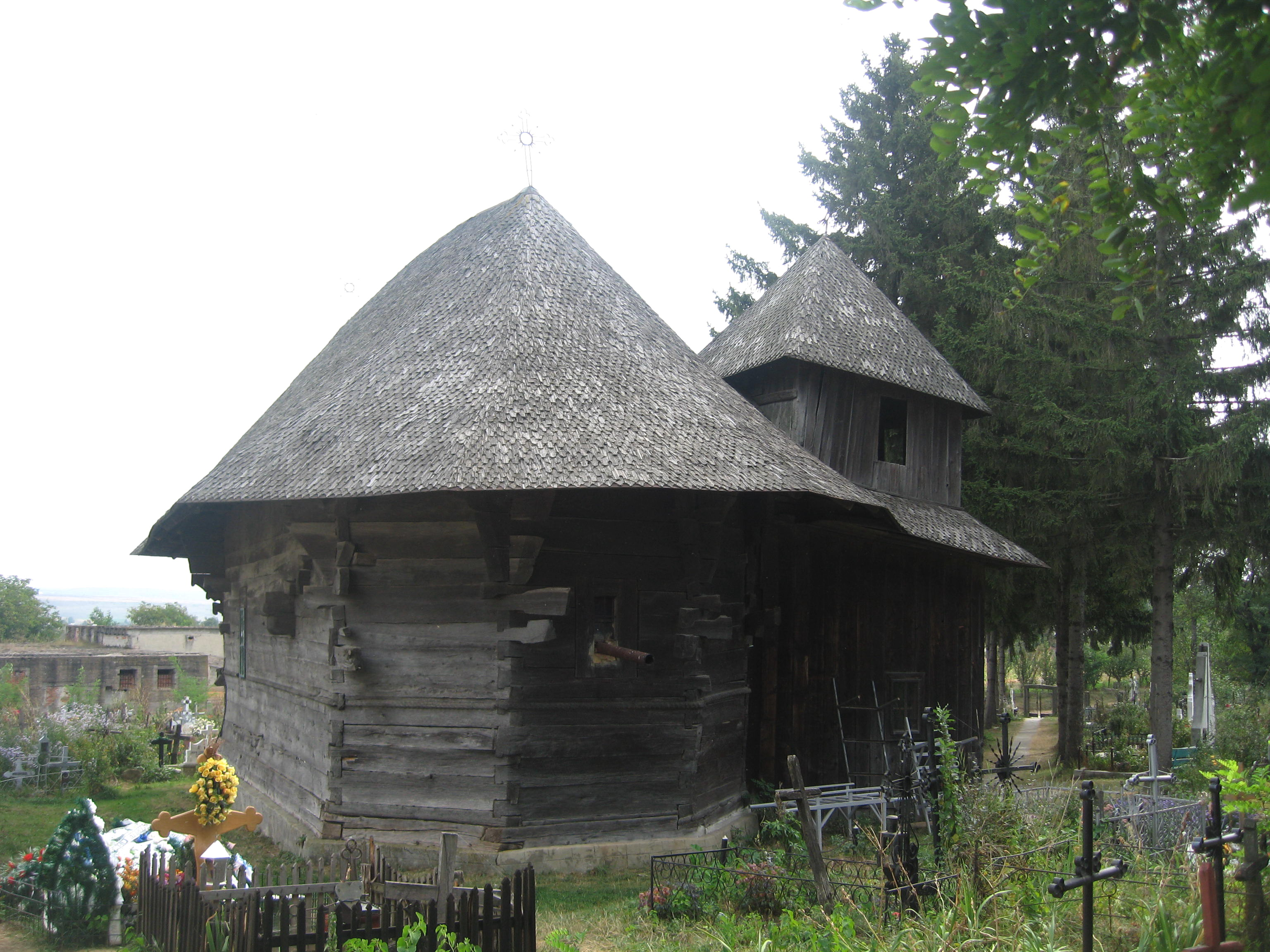
Biserica pe latura vestică
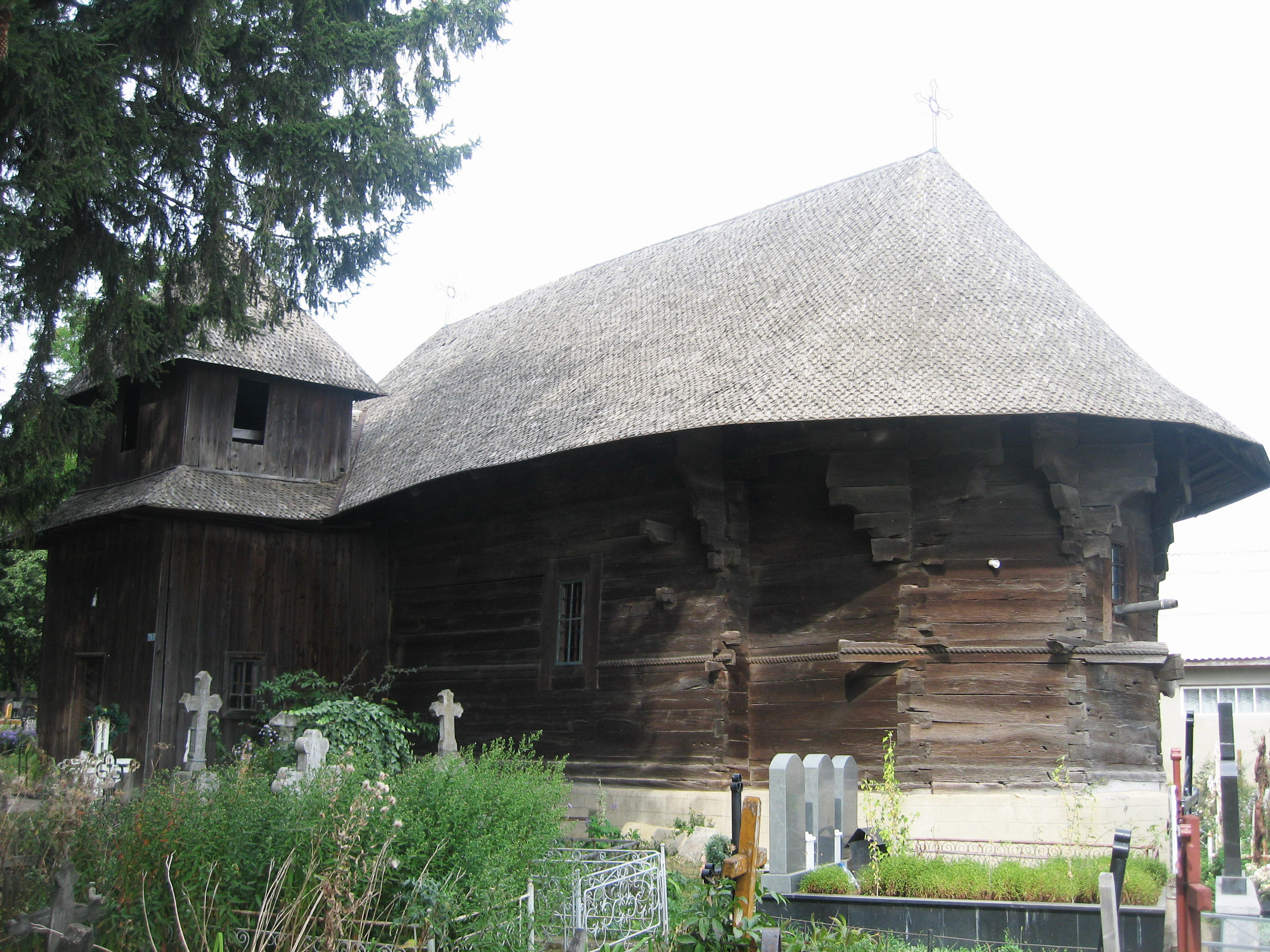
Biserica pe latura sud-estică
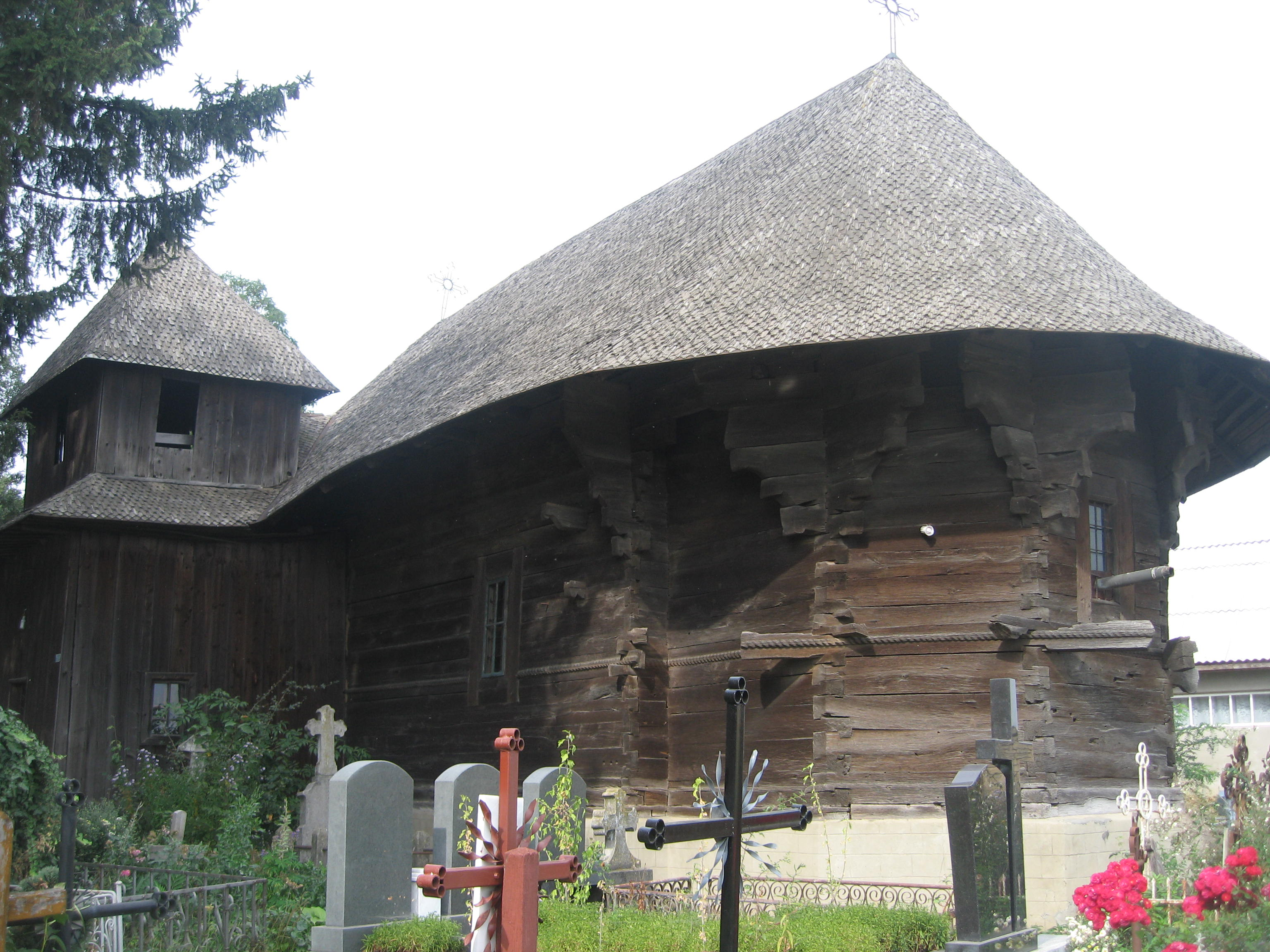
Biserica pe latura sud-estică
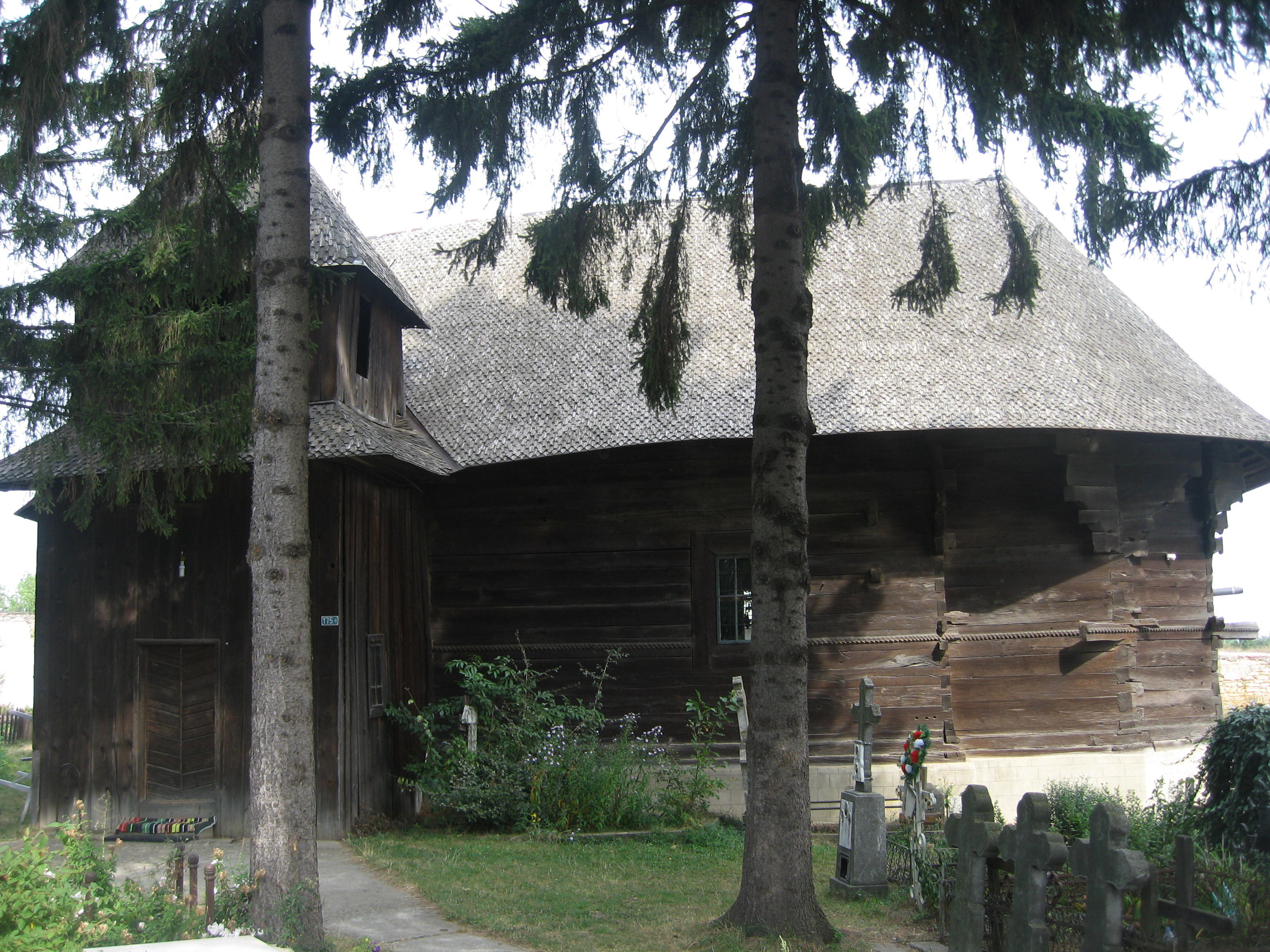
Biserica pe latura sudică
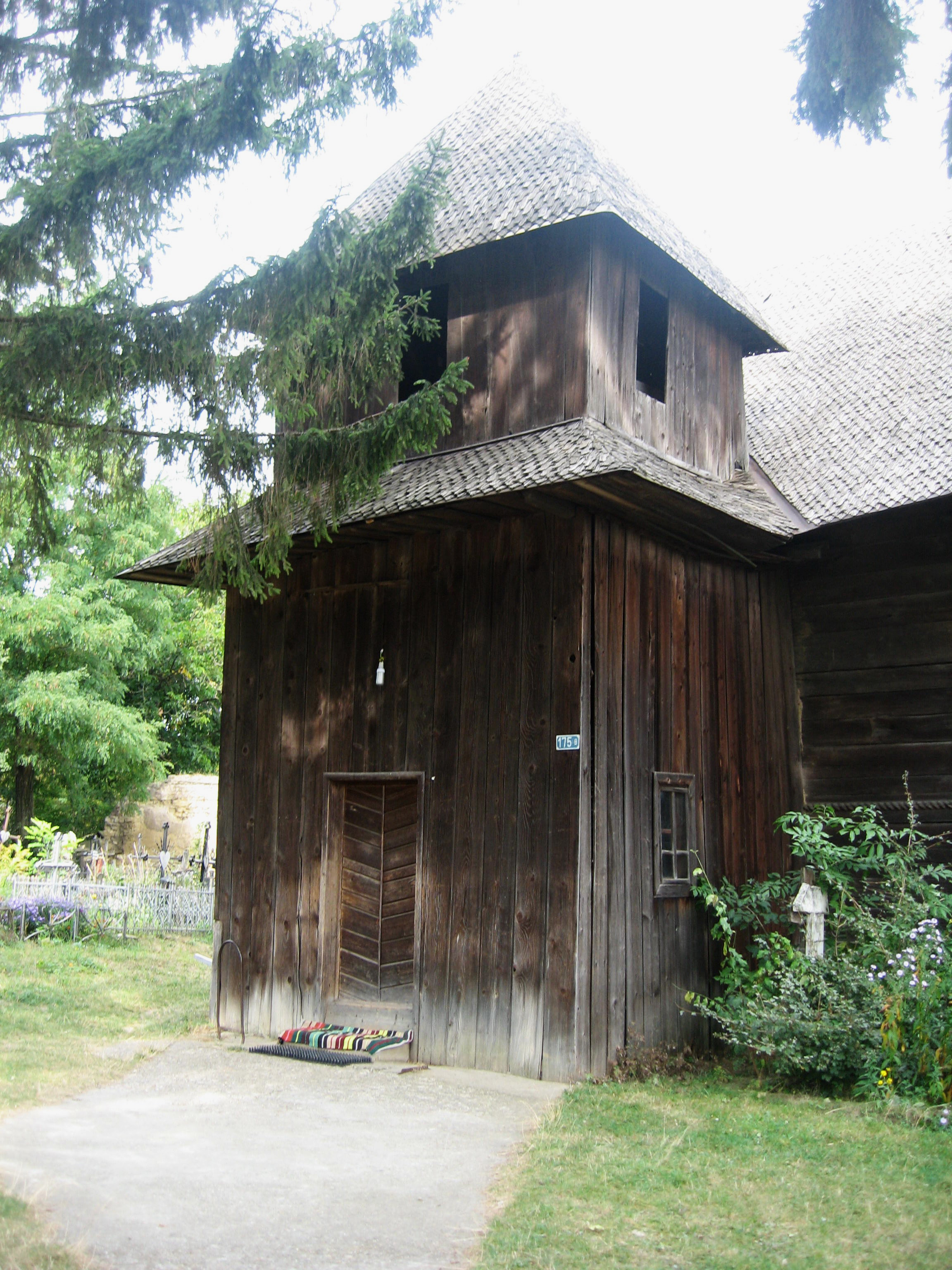
Pridvorul bisericii și turnul clopotniță aflat deasupra sa
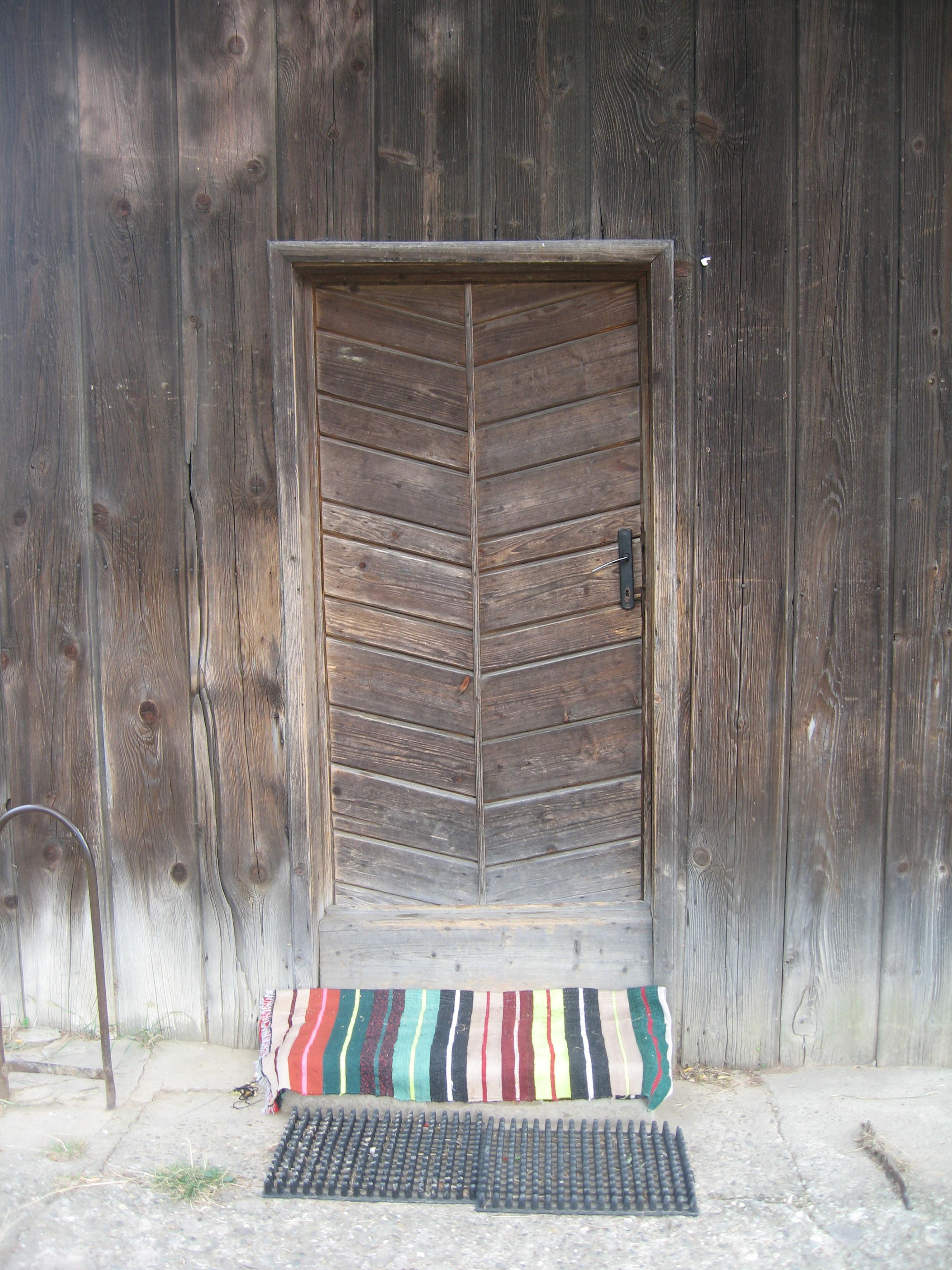
Ușa de intrare în biserică
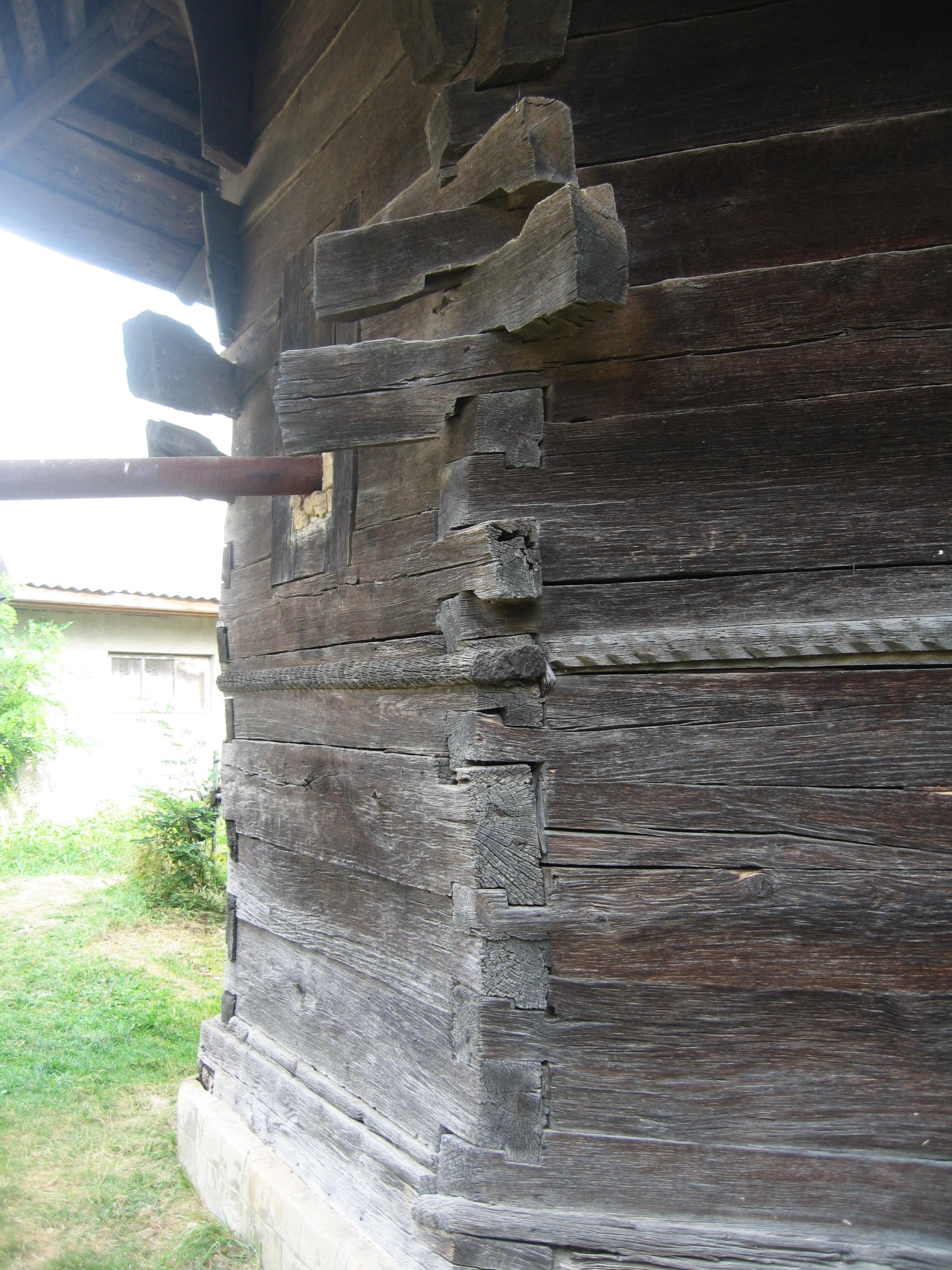
Îmbinare de bârne
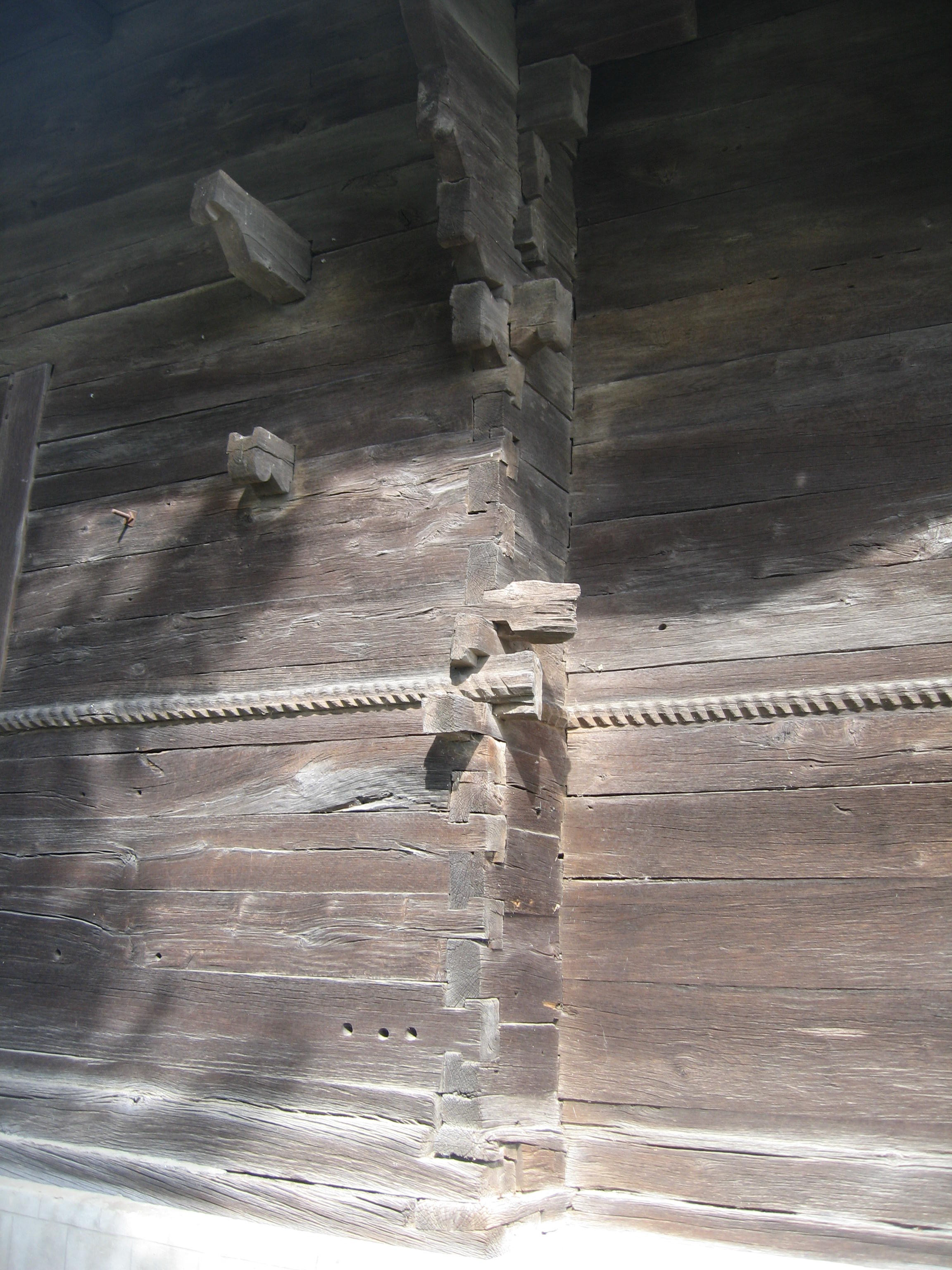
Îmbinare de bârne
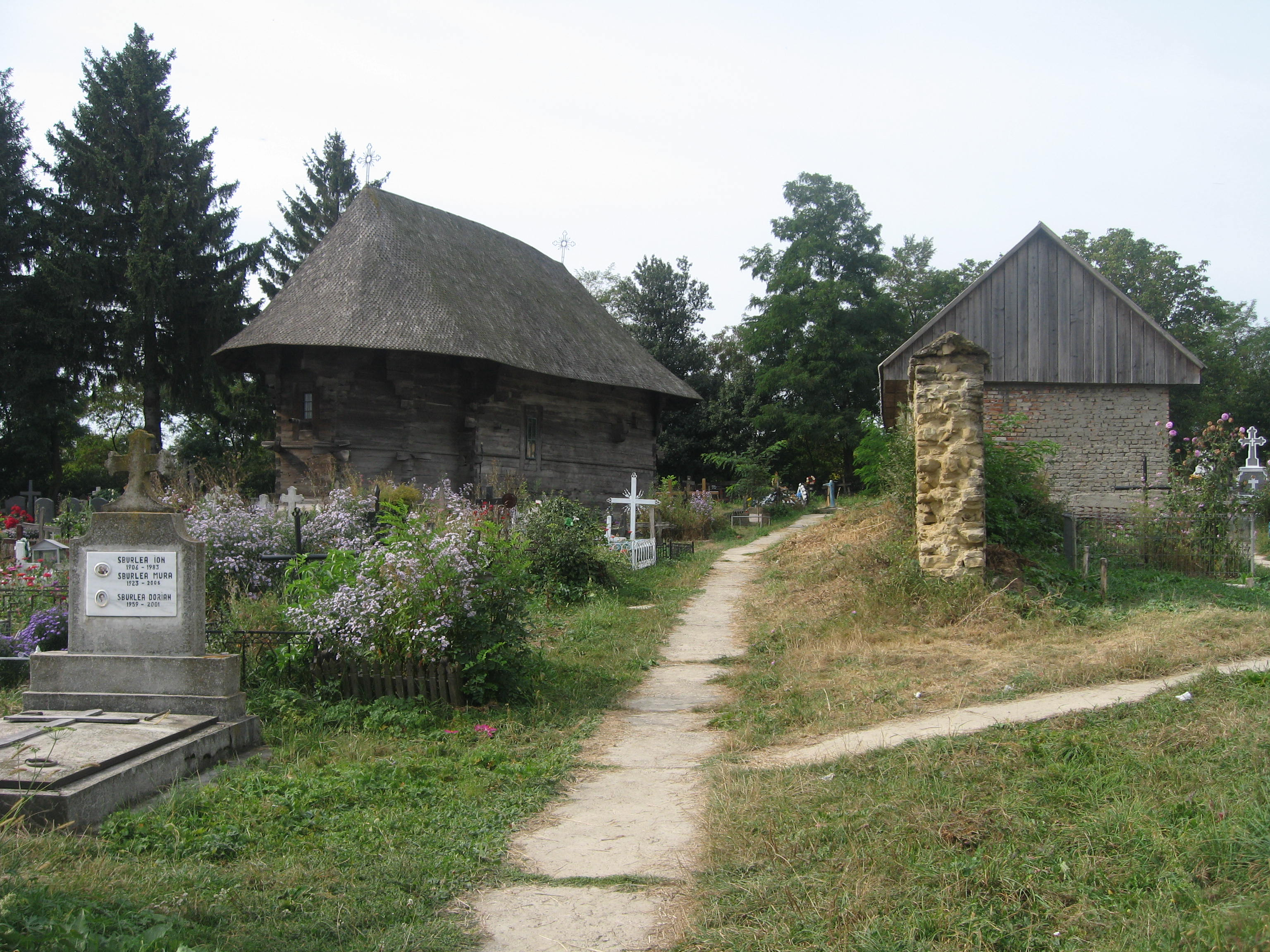
Biserica de lemn, praznicarul și zid vechi de piatră
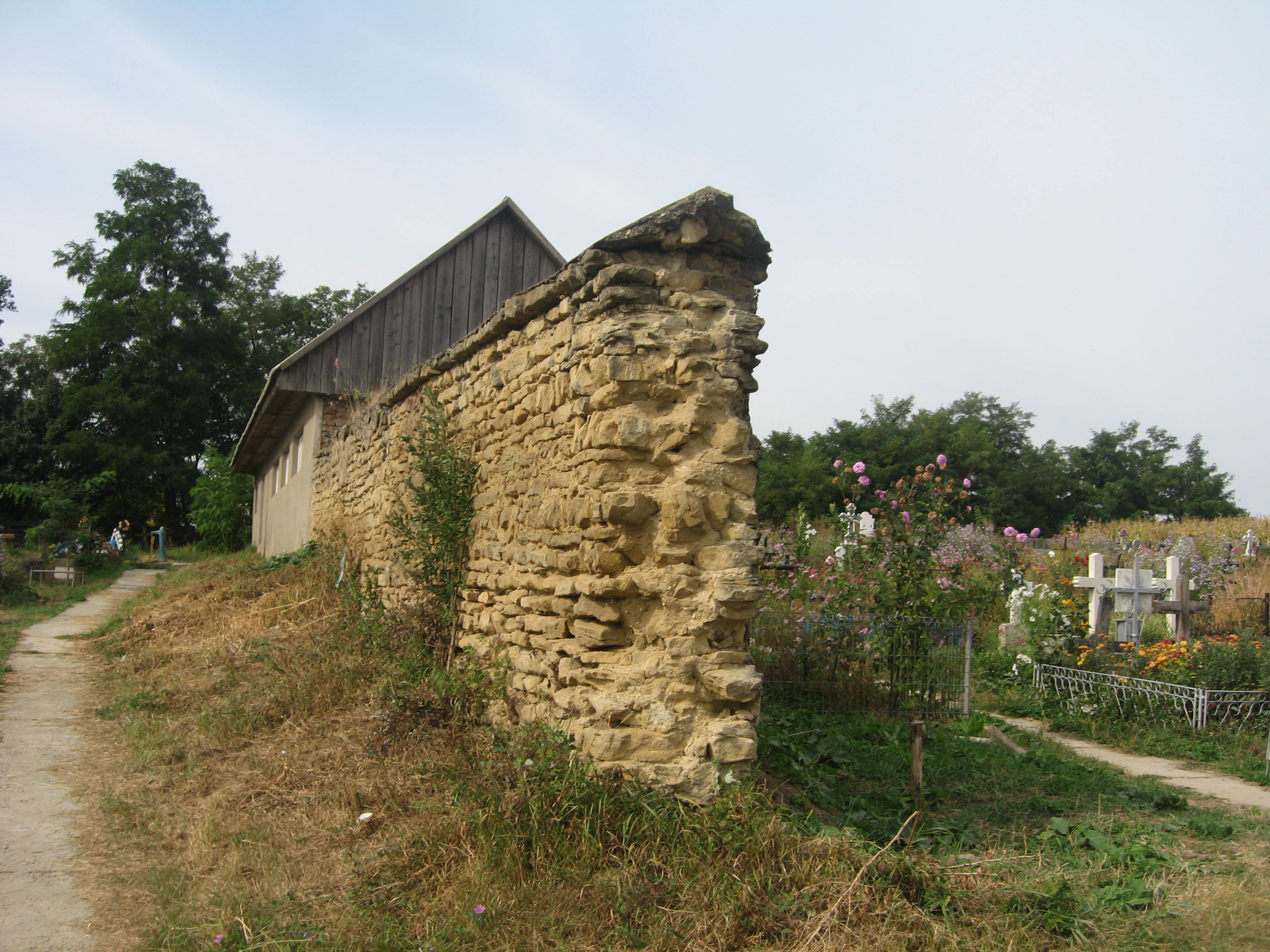
Zid vechi de piatră și praznicarul
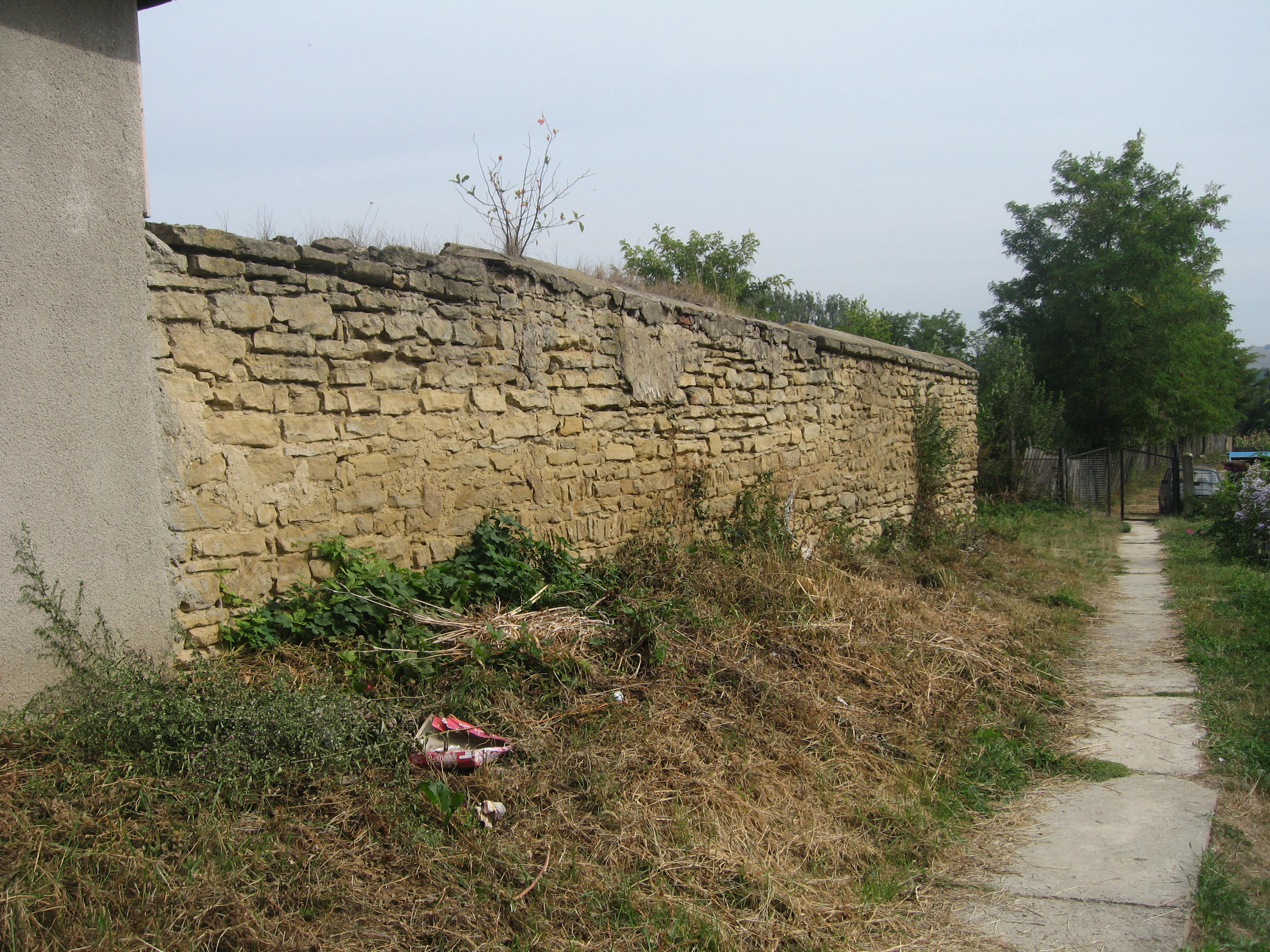
Zid vechi de piatră
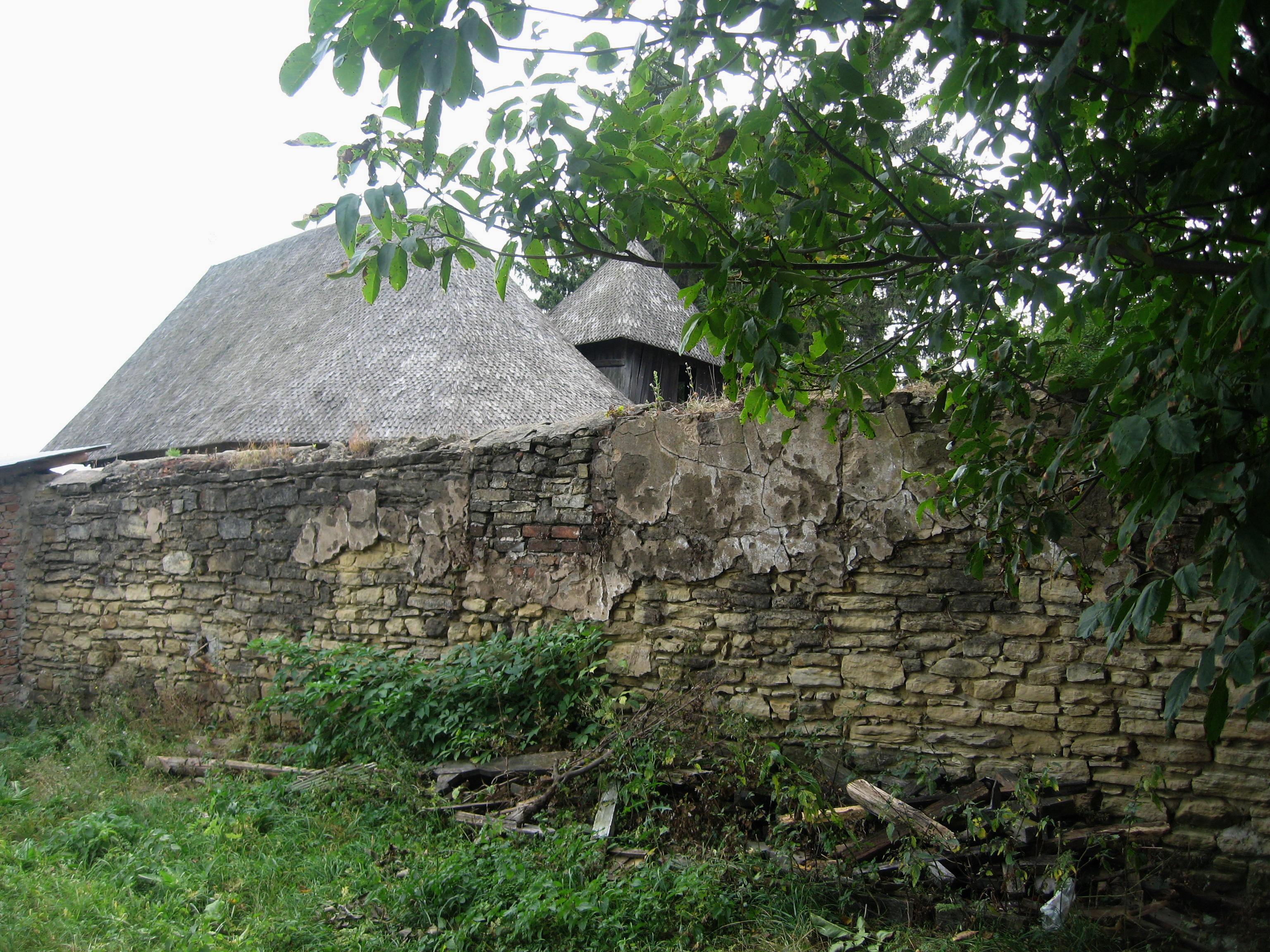
Zid vechi de piatră și acoperișul bisericii
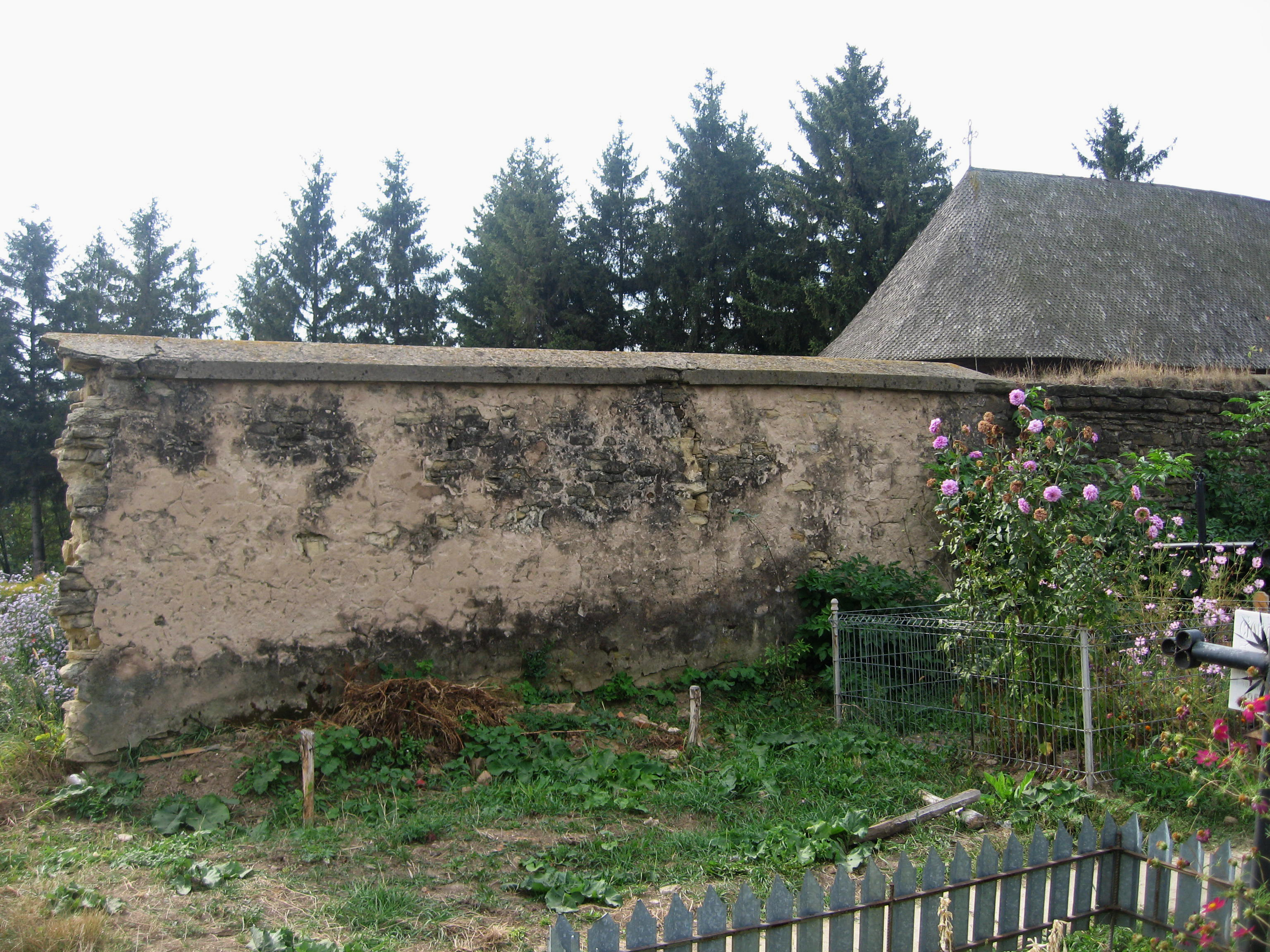
Zid vechi de piatră și acoperișul bisericii